# 월하의 동사무소
《월하의 동사무소》는 전혜진이 쓴 라이트노벨이다. 제1회 이슈 노벨즈/B愛 노벨즈 공모전 수상작으로, 이슈 노벨즈 중 국내 작가 작품으로 최초 발행되었으며, 일러스트는 이영유가 담당하였다. 2009년 5월 현재 5권까지 나왔으며 출판사의 사정으로 남은 이야기를 작가 개인지 형식으로 인쇄 통신 판매 주문을 받고 있다.

## 줄거리
청년 실업의 시대, 운 좋게 공무원 시험에 합격한 이월하는 게으른 동사무소 사람들과 매일 잠만 자고 책상 위에 프라모델만 올려놓은 오타쿠 동장에게 실망한다. 그러나 사실 이 동사무소는 마물과 귀신을 퇴치하는 행정자치부 소속 기관이었다.
옴니버스 형식으로 한국적인 귀신과 한국적인 소재가 어우러져 있다. 그러나 이슈 노벨즈라는 브랜드에 어울리지 않게 월하와 동장의 로맨스 자체는 그다지 기대하지 않는 것이 좋다.

## 목차

### 1권
- 80대 1 의 아가씨
- 쇼크! 우리 동장님이 오타쿠?!
- 잃어버린 신발을 찾아서

### 2권
- 키다리 미스터 김
- Fry, Fry, Flying eggs!
- 개발팀 반다인의 우울

### 3권
- 쉿! 그녀의 위장은 4차원
- Intermission
- 몽달귀신은 레어아이템
- 꽃이 피고 꽃이 지고

### 4권
- 푸른레몬
- 불꽃의 동장님
- 꼬부랑 고갯길을
- 도쿄에서 온 손님

### 5권
- TIME OF MY LIFE
- 강철의 먹부림
- 설날 이야기
- 사람이 만든 것, 사람이 잃은 것

### 6권
2009.5.31 현재 작가분 개인지로 인쇄 통판주문 받는중
구입처 : 한양문고
- 결혼기념일++
- 순교자들의 밤
- 지금 당신의 목소리가 들려요
- 그리고 남은 이야기

## 주요 인물
동장
서울대 수학과 졸업, 기술고시 합격 후 어째서인지 동사무소 동장으로 근무하는 남자. 낮에는 사무실에서 늘 낮잠을 자고 있어 봉사활동 온 학생들에게 마네킹 취급을 받기도 한다. 만화 오타쿠로 말하는 대사 중 만화나 애니메이션 대사에서 인용한 것이 많다. 사실은 귀신잡는 동장으로 행자부 퇴마과 소속이다. 수학공식으로 귀신과 마물을 퇴치하며, 일제시대 무당이었던 증조할머니의 피를 이어받아 영력이 강하다. 낮에 자는 대신 밤에는 마을을 돌며 귀신을 퇴치한다.
월하를 좋아하지만 게으른 태도와 믿음직스러운 구석이라고는 없는 모습 때문에 고백은 쉽지 않다. 선물로 수학책을 사줄 만큼 센스는 없다. 나이차이가 나는, 의사인 형님이 있다. 형수님을 두려워한다.
본문 상에는 이름이 나오지 않는다. 6권 마지막에 영국으로 유학간다.
이월하
다니던 회사가 월급 안 주고 망하는 바람에 공무원 시험 준비를 시작하게 된 88만원 세대의 대표주자. 살던 동네 동사무소에 발령받았지만 한없이 게으른 분위기에 좌절한다. 귀신을 잡는 재능(탤런트)이 있어 동장과 함께 귀신을 잡는 모험에 동참한다.
반다인
행자부 퇴마과 7급 전산직 공무원이나 캐드로 완드(동쪽으로 난 복숭아 가지를 잘라 만든 퇴마도구)만 만들고 있었다는 비극의 주인공. 쌍둥이 오빠가 있다. 추리소설 마니아인 아버지 때문에 S.S. 밴 다인에서 이름을 따 반다인이 된 것에 나름 불만이 있다. 기지국에 포함된 사람_S.A.L_U라는 모듈을 제어하는 능력이 있다.
김독각
행자부 퇴마과 9급 행정직 공무원. 사실은 일제시대 독립투사의 피가 백구두에 묻어 생겨난 도깨비로, 도깨비로는 드물게 동정을 지킨 도깨비로 알려져 있다. 반다인을 흠모하고 있다.
김명화 여사
동장의 증조할머니. 일본 유학까지 다녀온 신여성이었으나 신기가 있어 내림굿을 받았다. 독립운동을 돕다가 야나기 시로오 형사에게 쫓겨 도망치던 중 벼랑에서 추락하여 25세의 나이로 사망하였다. 종종 동사무소에 나타나 동장과 월하를 놀리고 간다.